# Partit per la Democràcia i el Progrés / Partit Socialista
El Partit per la Democràcia i el Progrés / Partit Socialista (en francès: Parti pour la Démocratie et le Progrès / Parti Socialiste) és un partit polític de Burkina Faso (antic Alt Volta). Durant un cert temps va ser membre l'internacional socialista. El 2014 hi va ser reemplaçat pel Moviment popular pel progrés (Mouvement du peuple pour lel progrès - MPP).
Va ser fundat el maig del 2001 per fusió del Partit per la Democràcia i el Progrés amb el Partit Socialista Burkinès. El primer president n'era Joseph Ki-Zerbo (1922-2006), que també havia fundat el PDP.
A les eleccions legislatives del 5 de maig del 2002, el partit va obtenir el 7,5% del vot popular i 8e dels 111 escons. A les eleccions presidencials del 13 de novembre del 2005, el seu candidat Ali Lankoandé va obtenir l'1,74% del vot popular. A les eleccions generals de 2015 no va participar.